# Gerichtshof der Europäischen Union
Der Gerichtshof der Europäischen Union (GHdEU; CVRIA, auch CURIA, lateinisch für ‚Amtsgebäude‘) mit Sitz in Luxemburg ist eines der sieben Organe der Europäischen Union (Art. 19 EU-Vertrag). Seit dem Inkrafttreten des Vertrags von Lissabon wird das gesamte Gerichtssystem der EU als Gerichtshof der Europäischen Union bezeichnet.
Das Gerichtssystem der Europäischen Union besteht aus folgenden eigenständigen Gerichten:
- dem Gerichtshof, der im medialen Sprachgebrauch uneinheitlich, aber häufig Europäischer Gerichtshof genannt und mit EuGH abgekürzt wird, wobei diese Bezeichnung und Abkürzung  im offiziellen Sprachgebrauch der EU nicht üblich sind[1][2] und im Vertrag von Lissabon nicht verwendet werden.
- dem Gericht (früher Gericht erster Instanz genannt), das im medialen Sprachgebrauch uneinheitlich, aber häufig Gericht der Europäischen Union genannt und mit EuG abgekürzt wird, wobei diese Bezeichnung und die Abkürzung im offiziellen Sprachgebrauch der EU nicht üblich sind[1][3] und im Vertrag von Lissabon nicht verwendet werden.
- den Fachgerichten (derzeit ungenutzt)

## Entwicklung und Struktur
Der Europäische Gerichtshof wurde in der Montanunion 1952 mit zunächst sehr beschränkten Kompetenzen eingeführt und nahm 1953 den Betrieb auf. Er ist mit je einem Richter aus jedem Mitgliedstaat besetzt, in der EU28 hatte er also 28 Richter. Ihnen arbeiten elf Generalanwälte zu, die Entscheidungen vorbereiten. 1989 wurde das Gericht erster Instanz eingerichtet, das heute Gericht der Europäischen Union heißt. Es hatte ebenfalls einen Richter pro Mitgliedstaat, jedoch keine Generalanwälte. 2019 wurde die Anzahl auf zwei Richter pro Mitgliedstaat erhöht.
2005 wurde zudem als erstes Fachgericht das Gericht für den öffentlichen Dienst der Europäischen Union aufgebaut, das sich nur mit dienstrechtlichen Verfahren zwischen Mitarbeitern der Europäischen Union und der Union befasst. Es hat sieben Mitglieder und erfordert somit ein Rotationsprinzip zwischen den Mitgliedstaaten, das gelegentlich zu Problemen führt. Ab Oktober 2014 blieben zwei Stellen unbesetzt, weil sich die Staaten nicht einigen konnten (Stand Juni 2015).
2015 wurde beschlossen, die Zuständigkeiten des Gerichts für den öffentlichen Dienst auf das Gericht zu übertragen. Das Gericht für den öffentlichen Dienst wurde zum 1. September 2016 aufgelöst.
Alle Instanzen und Gerichte zusammen entschieden seit der Gründung rund 28.000 Verfahren (Stand: Ende 2014).

## Aufgaben
Die Hauptaufgabe des Gerichtshofs der Europäischen Union (also des gesamten Gerichtssystems) ist nach Art. 19 EU-Vertrag die „Wahrung des Rechts bei der Auslegung und Anwendung der Verträge“. An dieser Aufgabe wirken auch die EU-Mitgliedstaaten mit, da sie im Rahmen ihrer Zuständigkeiten die notwendigen Rechtsbehelfe schaffen müssen, sodass die Bürger ihre Rechte, die sich aus dem EU-Recht ergeben, vor den nationalen Gerichten durchsetzen können.

### Vertragsverletzungsverfahren
Das Vertragsverletzungsverfahren ist in den Art. 258 bis 260 AEUV geregelt. Nach diesem Verfahren können sowohl die EU-Kommission (sog. Aufsichtsklage, Art. 258) als auch einer der Mitgliedstaaten (sog. Staatenklage, Art. 259) Verstöße eines Mitgliedstaates gegen das EU-Recht geltend machen.
Die von der Kommission eingeleiteten Vertragsverletzungsverfahren spielen eine große Rolle bei der Aufrechterhaltung der Rechtsordnung der Union (früher: der Gemeinschaftsrechtsordnung). Die Kommission ist als Hüterin der Verträge grundsätzlich verpflichtet, gegen objektive Verletzungen des EU-Rechts durch die Mitgliedstaaten einzuschreiten. Bei drohender oder bereits eingetretener Vertragsverletzung muss die Kommission nicht sofort das Verfahren einleiten, sondern kann zunächst versuchen, auf dem Verhandlungsweg eine gütliche Einigung zu erzielen. Das Verfahren selbst ist in ein Vorverfahren und ein gerichtliches Verfahren unterteilt:
- Im Vorverfahren kann die Kommission im Rahmen der Aufsichtsklage ein Mahnschreiben und eine sich anschließende begründete Stellungnahme an den jeweiligen Mitgliedstaat richten. Gegen diese kann sich der Mitgliedstaat wiederum verteidigen oder die Vertragsverletzung beseitigen. Bei der Staatenklage muss der klagende Mitgliedstaat nach Art. 259 AEUV die Kommission befassen. Diese gibt dann vor Erlass ihrer begründeten Stellungnahme den beteiligten Mitgliedstaaten Gelegenheit zur Äußerung in einem kontradiktorischen Verfahren. Gibt die Kommission binnen drei Monaten nach dem Zeitpunkt, in dem ein entsprechender Antrag gestellt wurde, keine Stellungnahme ab, so kann ungeachtet des Fehlens der Stellungnahme vor dem Gerichtshof geklagt werden.
- Das gerichtliche Verfahren wird durch Klage eingeleitet. Diese kann eingebracht werden, wenn der Mitgliedstaat der begründeten Stellungnahme der Kommission nicht nachkommt. Anschließend entscheidet der EuGH über die Frage, ob der Mitgliedstaat gegen die EU-Verträge verstößt und welche Maßnahmen er ergreifen muss, um die Vertragsverletzung zu beseitigen (Art. 260 Abs. 1 AEUV).

Das außergerichtliche Vorverfahren ist also grundsätzlich Zulässigkeitsvoraussetzung für die Klageerhebung beim Europäischen Gerichtshof. Es dient der weiteren Aufklärung des Sachverhalts und der förmlichen Anhörung des Mitgliedstaates. Vorverfahren und gerichtliches Verfahren müssen denselben Streitgegenstand haben, so dass schon das Mahnschreiben den Gegenstand des eventuellen künftigen Verfahrens endgültig eingrenzt.
Nach Einbringung der Klage entscheidet der Europäische Gerichtshof durch Urteil, ob der Mitgliedstaat gegen das EU-Recht verstoßen hat. Bejaht der Gerichtshof diese Frage, hat der betreffende Mitgliedstaat die Maßnahmen zu ergreifen, die sich aus dem Urteil des Gerichtshofs ergeben. Hat daraufhin nach Auffassung der Kommission der Mitgliedstaat die nach dem EuGH-Urteil erforderlichen Maßnahmen nicht ergriffen, fordert sie ihn zur Abgabe einer Stellungnahme auf. Folgt der Mitgliedstaat dem Urteil nach Meinung der Kommission auch weiterhin nicht, so gibt sie diesem gegenüber erneut eine mit Gründen versehene Stellungnahme ab, in der sie aufführt, in welchen Punkten der Mitgliedstaat dem Urteil des EuGH nicht nachkommt, und setzt eine Frist zur Umsetzung der geforderten Maßnahmen. Kommt der Mitgliedstaat auch dieser Aufforderung nicht innerhalb der gesetzten Frist nach, so kann die Kommission den Fall erneut dem EuGH vorlegen, der eine Strafe in Form eines Buß- und/oder Zwangsgeldes verhängen kann, das ihm im Einzelfall angemessen erscheint (Art. 260 AEUV, sog. zweites Vertragsverletzungsverfahren).

### Vorabentscheidungsverfahren
Durch ein Vorabentscheidungsverfahren nach Art. 267 AEUV soll die Wahrung der einheitlichen Anwendung und Geltung des EU-Rechts sichergestellt werden. Nationale Gerichte können dabei Vorfragen über die Auslegung des EU-Rechts oder die Gültigkeit des Sekundärrechts dem Europäischen Gerichtshof vorlegen. Entscheidet das nationale Gericht in letzter Instanz, so ist es zur Vorlage verpflichtet. Die Frage muss von entscheidungserheblicher Bedeutung sein, also Auswirkungen auf den Tenor haben. Die Vorlageverpflichtung kann entfallen, wenn die Frage im Sinne der Acte-clair-Theorie bereits eine gesicherte Rechtsprechung durch den EuGH erfahren hat. Sofern ein nationales Gericht die Vorlagepflicht verletzt, kann dies eine Rechtsverweigerung darstellen. In der Bundesrepublik Deutschland kann eine Verletzung des Justizgewährungsanspruches (Justizgrundrecht) nach Art. 101 Absatz 1 Satz 2 GG im Rahmen einer Verfassungsbeschwerde zum Bundesverfassungsgericht (BVerfG) geltend gemacht werden.
In der Rechtssache 2 BvR 424/17 hat das BVerfG am 19. Dezember 2017 festgestellt, dass Zweifelsfragen über die Anwendung und Auslegung von Unionsrecht von letztinstanzlichen Gerichten dem EuGH zwingend vorlegt werden müssen, um nicht das Recht auf den gesetzlichen Richter aus Artikel 101 Abs. 1 S. 2 GG sowie ihre Vorlagepflicht aus Artikel 267 Abs. 3 AEUV in unvertretbarer Weise zu verletzen. Grundlage dieses Falles war eine Entscheidung des letztinstanzlich zuständigen Hanseatischen Oberlandesgerichtes (OLG) über die Auslieferung eines rumänischen Staatsbürgers auf Grund eines Europäischen Haftbefehls in sein Heimatland. Das Hanseatische OLG hatte sich in seiner Begründung auf bestehende EuGH-Rechtsprechung gestützt, wonach die Unionsmitgliedstaaten zur Vollstreckung des Haftbefehls grundsätzlich verpflichtet seien und nur unter außergewöhnlichen Umständen eine Vollstreckung ablehnen dürfen. Dies hat das OLG im vorliegenden Fall als nicht gegeben angesehen. Das BVerfG jedoch stellte fest, dass das Hanseatische OLG mit seiner Auslegung das Unionsrecht eigenständig fortgebildet und damit den fachgerichtlichen Beurteilungsspielraum überschritten habe. Entgegen der Rechtsansicht des Hanseatischen OLG habe der EuGH die hier entscheidungserheblichen Fragen hinsichtlich der Mindestanforderungen und unionsgrundrechtlichen Bewertung der Haftbedingungen aus Art. 4 GRC noch nicht abschließend geklärt. Zudem sei die Gefahr einer unmenschlichen oder erniedrigenden Behandlung des Beschwerdeführers nicht von vornherein ausgeschlossen gewesen.

### Nichtigkeitsklage
Die Nichtigkeitsklage nach den Art. 263 und Art. 264 AEUV dient der Rechtskontrolle der Tätigkeit der Organe sowie der sonstigen Einrichtungen (z. B. Agenturen) der Europäischen Union. Sie bezweckt die Überprüfung einer Handlung eines Unionsorgans, etwa des Erlasses einer Richtlinie.

#### Zulässigkeit
Die Nichtigkeitsklage kann durch Mitgliedstaaten, Organe der Europäischen Union sowie andere natürliche und juristische Personen erhoben werden.
Als Klagegegenstand kommt jede Handlung eines Unionsorgans in Frage, die Außenwirkung besitzt. Gemäß Art. 275 Abs. 1 AEUV ist die Gemeinsame Außen- und Sicherheitspolitik allerdings grundsätzlich von der gerichtlichen Kontrolle ausgenommen.
Die Zulässigkeit der Nichtigkeitsklage setzt weiterhin voraus, dass der Kläger klagebefugt ist. Bezüglich dieser Voraussetzung unterscheidet Art. 263 AEUV zwischen unterschiedlichen Klägern. Privilegierte Kläger, zu denen Mitgliedstaaten, das Europäische Parlament, der Rat und die Kommission zählen, sind gemäß Art. 263 Abs. 2 AEUV stets klagebefugt. Für sie gilt die unwiderlegliche Vermutung, dass sie im Interesse der Wahrung des Rechts auftreten. Teilprivilegierte Kläger, zu denen gemäß Art. 263 Abs. 3 AEUV der Europäische Rechnungshof, die Europäische Zentralbank und der Europäische Ausschuss der Regionen zählen, sind klagebefugt, falls sie geltend machen, dass sie durch die angegriffene Maßnahme in einem eigenen Recht verletzt sind. Strengere Anforderungen bestehen für natürliche und juristische Personen, die keine Organe der Europäischen Union darstellen. Diese sind klagebefugt, falls sich die angegriffene Handlung an den Kläger als Adressaten richtet. So verhält es sich etwa beim individualgerichteten Beschluss. Greift der Kläger eine Maßnahme mit Verordnungscharakter an, ist er klagebefugt, falls er durch die Maßnahme unmittelbar betroffen ist. Dies trifft zu, falls sie ihn ohne weiteren Vollzugsakt in seinen Rechten beeinträchtigen kann. In anderen Fällen muss der Kläger von der Maßnahme zusätzlich individuell betroffen sein. Dies trifft nach der Plaumann-Formel des EuGH zu, falls der Kläger durch die angegriffene Maßnahme ähnlich wie ein Adressat individualisiert ist. Durch diese strenge Auslegung will die Rechtsprechung Popularklagen vermeiden und eine Überlastung durch eine zu große Zahl von Klagen verhindern.
Weiterhin muss der Kläger einen Klagegrund geltend machen. Art. 263 Abs. 2 AEUV nennt nach französischem Vorbild abschließend Nichtigkeitsgründe (cas d’ouverture): Unzuständigkeit, Verletzung wesentlicher Formvorschriften, Verstoß gegen eine Rechtsquelle der Union und Ermessensmissbrauch. Der Kläger muss sich zwar nicht ausdrücklich auf einen dieser Klagegründe berufen, seine Klageschrift muss aber den behaupteten Mangel mit Tatsachen belegen und den Anfechtungsgrund zumindest „erkennen lassen“.
Die Klage muss gemäß Art. 263 Abs. 6 AEUV innerhalb einer Frist von zwei Monaten ab Bekanntgabe der Maßnahme oder Kenntniserlangung von dieser durch den Kläger erhoben werden.
Gemäß Art. 256 AEUV in Verbindung mit Art. 51 EuGH-Satzung entscheidet in der Regel das Europäische Gericht in erster und der Europäische Gerichtshof in zweiter Instanz über die Klage.
Für Nichtigkeitsklagen, die gegen eine nicht zu den Organen zählende Einrichtung der Europäischen Union gerichtet sind, kann in der Satzung der Einrichtung ein Vorverfahren vorgesehen werden (wie die Verpflichtung, vor einer Klage die Europäische Kommission mit der Angelegenheit zu befassen).

#### Begründetheit
Die Klage ist begründet, falls ein Nichtigkeitsgrund vorliegt.

#### Rechtsfolgen
Ist die Nichtigkeitsklage begründet, erklärt der EuGH die angefochtene Handlung gemäß Art. 264 Absatz 1 AEUV durch Gestaltungsurteil für nichtig. Dies kann sich auf einen Teil der Handlung beschränken, soweit diese sinnvoll aufteilbar ist und sich der Nichtigkeitsgrund lediglich auf einen Teil der Handlung bezieht.

### Subsidiaritätsklage
Bei der Subsidiaritätsklage handelt es sich um eine besondere Form der Nichtigkeitsklage. Sie wird von einem Mitgliedstaat erhoben, der die Verletzung des Subsidiaritätsprinzips durch einen Gesetzgebungsakt geltend macht.

### Untätigkeitsklage
Durch eine Untätigkeitsklage nach Art. 265 AEUV kann festgestellt werden, dass es Europäischer Rat, Rat, Kommission, Parlament, Europäische Zentralbank oder eine nicht zu den Organen gehörende Einrichtung der Europäischen Union (z. B. Agenturen) pflichtwidrig unterlassen haben, einen bestimmten Rechtsakt zu erlassen. In der Rechtspraxis wird von der Untätigkeitsklage vergleichsweise selten Gebrauch gemacht.

#### Zulässigkeit
Klageberechtigt sind die Mitgliedstaaten, die Organe der Europäischen Union sowie Privatpersonen. Gemäß Art. 256 AEUV in Verbindung mit Art. 51 EUGH-Satzung entscheidet in der Regel das Europäische Gericht in erster und der Europäische Gerichtshof in zweiter Instanz.
Richtet sich die Klage gegen das Europäische Parlament, den Europäischen Rat, den Rat, die Kommission oder die Europäische Zentralbank, kommt als Klagegegenstand gemäß Art. 265 Absatz 1 Satz 1 AEUV das Unterlassen einer Maßnahme in Frage, falls dieses eine Vertragsverletzung darstellen kann. Gleiches gilt gemäß Art. 265 Absatz 1 Satz 2 AEUV, falls sich die Klage gegen eine andere Stelle der Union richtet. Besonderheiten bestehen gemäß Art. 265 Absatz 3 AEUV, falls eine Privatperson klagt. Diese kann sich lediglich dagegen richten, dass es eine Einrichtung der Union unterlassen hat, ihm gegenüber eine rechtsverbindliche Maßnahme zu erlassen.
Klagt eine Privatperson, muss sie klagebefugt sein. Dies trifft zu, falls sie durch die Unterlassung unmittelbar und individuell betroffen ist. Die Voraussetzungen hierfür entsprechen denen der Individualnichtigkeitsklage. Sie wurden bislang von keiner Untätigkeitsklage erfüllt, weshalb diese als unzulässig abgewiesen wurden.
Vor Klageerhebung muss gemäß Art. 265 Absatz 2 AEUV ein erfolgloses Vorverfahren durchgeführt worden sein. Hierzu fordert der spätere Kläger den späteren Klagegegner zur Vornahme der Handlung auf. Durch das Vorverfahren soll der Klagegegner die Möglichkeit erhalten, sein möglicherweise vertragswidriges Verhalten zu korrigieren. Auch soll das Gericht entlastet werden. Nimmt das Unionsorgan innerhalb von zwei Monaten keine Stellung, kann der Kläger innerhalb von zwei Monaten klagen.

#### Begründetheit
Die Klage ist begründet, falls das beklagte Organ durch die Unterlassung pflichtwidrig gehandelt hat.

#### Rechtsfolgen
Ist die Klage begründet, stellt das Gericht fest, dass der Klagegegner durch die Unterlassung vertragswidrig gehandelt hat. Gemäß Art. 266 Absatz 1 AEUV ist dieser infolgedessen verpflichtet, die notwendige Handlung vorzunehmen.

### Schadenersatzklage
Mit einer Schadensersatzklage nach Art. 268 AEUV kann ein Schadenersatz eingeklagt werden, der durch rechtswidriges Handeln der Europäischen Union oder eines ihrer Organe entsteht. Die zuständigen Gerichte der Europäischen Union entscheiden gemäß Art. 340 Absatz 2–3 AEUV „nach den allgemeinen Rechtsgrundsätzen, die den Rechtsordnungen der Mitgliedstaaten gemeinsam sind“. Die Klage ist nur im Bereich der deliktischen Haftung zulässig.
Im Bereich der vertraglichen Haftung gelten nach Art. 340 Absatz 1 AEUV die auf den Vertrag anzuwendenden nationalen Rechtsvorschriften. Die Gerichte der Europäischen Union entscheiden in diesen Angelegenheiten gemäß Art. 272 AEUV nur, wenn dies in einer Schiedsklausel vorgesehen ist. Wurde eine solche Schiedsklausel nicht abgeschlossen, so entscheiden nach Art. 274 AEUV die Gerichte der Mitgliedstaaten.
Gemäß Art. 256 AEUV entscheidet in der Regel das Europäische Gericht in erster und der Europäische Gerichtshof in zweiter Instanz.

### Verfahren betreffend den öffentlichen Dienst
Gemäß Art. 270 AEU-Vertrag entscheiden die Gerichte über Rechtsstreitigkeiten zwischen der Europäischen Union und ihren Einrichtungen einerseits und deren Beamten und sonstigen Bediensteten andererseits. Die näheren Bestimmungen treffen das Beamtenstatut und die Beschäftigungsbedingungen der Europäischen Union. Gemäß Art. 256 AEU-Vertrag entschied das Gericht für den öffentlichen Dienst der Europäischen Union bis August 2016 in erster und das Europäische Gericht in zweiter Instanz. Mit der Abschaffung des Gerichts für den öffentlichen Dienst der EU 2016 entscheidet nun seit September 2016 wieder das Gericht der Europäischen Union (EuG) in erster Instanz über Rechtsstreitigkeiten zwischen der EU und ihren Bediensteten. Aufgrund eines Antrags des ersten Generalanwalts des Europäischen Gerichtshofs kann der Europäische Gerichtshof das Urteil des Europäischen Gerichts überprüfen.

### Besonderheiten
Bei der Wahrnehmung der Aufgaben des Gerichtshofs der Europäischen Union bestehen oder bestanden einige Besonderheiten.

#### Gemeinsame Außen- und Sicherheitspolitik
Im Bereich der Gemeinsamen Außen- und Sicherheitspolitik haben die Gerichte der Europäischen Union kaum Kompetenzen, woran auch der Vertrag von Lissabon nichts änderte. Einzig gegen restriktive Maßnahmen, die vom Rat der Europäischen Union verhängt wurden, können betroffene Personen Klage erheben.

#### Raum der Sicherheit, der Freiheit und des Rechts
Auch im Bereich der 3. Säule (Justiz und Inneres bzw. Polizeiliche und justizielle Zusammenarbeit in Strafsachen) waren die Kompetenzen der Gerichte der Europäischen Union eingeschränkt. Grundsätzlich sind seit dem Vertrag von Lissabon die allgemeinen Bestimmungen über die Zuständigkeiten der Gerichte anzuwenden. Es gibt aber weiterhin einzelne Besonderheiten:
- Die Gerichte der Europäischen Union sind gemäß Art. 276 AEUV nicht berechtigt, über die Gültigkeit oder Verhältnismäßigkeit von polizeilichen Maßnahmen (einschließlich Aufrechterhaltung der öffentlichen Ordnung und Schutz der inneren Sicherheit) sowie anderer Maßnahmen der Strafverfolgung zu entscheiden.
- Für die Rechtsakte, die vor dem Inkrafttreten des Vertrags von Lissabon im Rahmen der 3. Säule angenommen wurden, sind in einer Übergangsfrist von fünf Jahren die vor dem Vertrag von Lissabon geltenden Bestimmungen über Zuständigkeit der Gerichte der Europäischen Union weiterhin anzuwenden.

## Onlinezugang zu Verhandlungen
Seit dem 26. April 2022 bietet der Gerichtshof der Europäischen Union ein Streaming-System an. Dadurch soll der Zugang der Öffentlichkeit zur Rechtsprechungstätigkeit erleichtert werden. Übertragen werden live die Verkündung der Urteile des Gerichtshofs und die Verlesung der Schlussanträge der Generalanwälte. Die mündlichen Verhandlungen in Rechtssachen werden während einer Pilotphase von sechs Monaten grundsätzlich ebenfalls – zeitversetzt – übertragen. Diese Gerichtssitzungen können am selben Tag ab 14.30 Uhr (bei vormittags stattfindenden Sitzungen) oder am folgenden Tag ab 9.30 Uhr (bei nachmittags stattfindenden Sitzungen) verfolgt werden. Die Übertragungen werden nicht auf Dauer aufgezeichnet und sind daher später nicht mehr abrufbar. Die Verhandlungen werden simultan in die im konkreten Verfahren verwendeten Verfahrenssprachen verdolmetscht. Vorerst werden nur Sitzungen der Großen Kammer des Gerichtshofs übertragen.
Die aktuell anstehenden Verfahren können über den Gerichtskalender des EuGH online abgefragt werden.